# Silvia Pastrello
Silvia Pastrello (Padova, 24 febbraio 2001) è una cestista italiana.
Ala di 180 cm, ha giocato in Serie A1 con Lucca, San Martino, Ragusa e Sassari.